# 過海隧道巴士182線
過海隧道巴士182線是香港一條來往愉翠苑及中環（港澳碼頭）的過海隧道巴士路線，由九巴及城巴聯合經營，提供沙田第一城、乙明邨、沙角邨、秦石邨、新翠邨、九龍塘、何文田取道紅磡海底隧道來往灣仔、金鐘、中環及上環的過海隧道巴士服務。本線是紅隧目前僅有兩條往返新界區的全日專利過海巴士路線之一（另一條為170線）及紅隧至今編號最大的全日專利過海巴士路線。
於平日星期一至五黃昏繁忙時間，設有特別線182X，由中環（港澳碼頭）單向開往愉翠苑，港島區沿182線往沙田方向路線行駛及停站，但駛離紅磡海底隧道後於整個九龍區（紅磡海底隧道至獅子山隧道之間）不設車站直接駛入獅子山隧道往大圍，而且途經乙明邨街後則改經博康巴士總站及水泉澳邨，之後經多石街及沙田圍路直接駛往愉翠苑，不經182線途經的大涌橋路及沙田第一城一段。

## 歷史
- 1989年8月12日：本線投入服務，成為繼170線後新界區第二條常規專營過海巴士路線和該區第二條常規聯營巴士路線，由九巴及中巴聯營，為對抗城巴開辦的香港居民巴士NR88線而投入服務，來往沙田第一城及中環（港澳碼頭），只於平日繁忙時間提供服務，全程收費$6。
- 1990年6月1日：往中環方向，改經分域街、軒尼詩道及金鐘道，不經夏愨道及紅棉路。
- 1991年6月19日：九巴加入空調巴士行走。
- 1992年1月27日：提升至平日全日服務。
- 1995年9月1日：改由城巴與九巴聯營，並提升為每天全日及全空調服務，成為繼170線後城巴第2條服務新界區的專營巴士路線，以及繼該線和680線後沙田區第3條全日服務的專營過海巴士路線，來回程繞經沙角街。從此，象徵所有途經獅隧的過海線再沒有非空調巴士行走。
- 1996年1月22日：全面提早頭班車及延長尾班車服務時間至午夜。
- 1996年11月11日：往沙田第一城方向，繞經乙明邨街。
- 2001年11月19日：總站延長至愉翠苑。
- 2002年3月18日：增設特快班次182P，由愉翠苑開出後，便直接取道經銀城街（威爾斯親王醫院）及沙田圍路（沙田圍新村）駛入沙角街，並取道窩打老道天橋及公主道天橋，不經沙田第一城及富豪花園，於九龍區只停公主道愛民邨及紅隧收費廣場巴士站。[1][2]
- 2012年8月27日：182P改組為982X。[3][4][5]
- 2015年11月30日：增設特快班次182X，兩邊總站與主線182線相同，惟於九龍區不設任何車站，取道公主道天橋及窩打老道天橋直接駛入獅子山隧道前往沙田，而在沙田區於乙明邨街後改為途經逸泰街（博康巴士總站）及水泉澳邨（博泉街及多石街），然後經多石街及沙田圍路直達愉翠苑。[6][7]
- 2016年4月17日：九巴班次增設到站時間預報。
- 2018年3月19日：182X增至六班車，頭班車提早至17:05。[8][9]
- 2018年5月28日：城巴班次增設實時抵站時間查詢服務。
- 2020年1月20日：182X增至八班車，頭班車提早至17:00。[10][11]
- 2022年7月25日：182X減至六班車[12][13]。

## 服務時間及班次
182
| 愉翠苑開         | 愉翠苑開    | 愉翠苑開     | 中環（港澳碼頭）開 | 中環（港澳碼頭）開 | 中環（港澳碼頭）開 |
| 日期             | 服務時間    | 班次（分鐘） | 日期               | 服務時間           | 班次（分鐘）       |
| ---------------- | ----------- | ------------ | ------------------ | ------------------ | ------------------ |
| 星期一至五       | 06:00       | 06:00        | 星期一至五         | 06:00-16:25        | 25                 |
| 星期一至五       | 06:20-07:30 | 17/18        | 星期一至五         | 16:25-16:45        | 20                 |
| 星期一至五       | 07:30-07:50 | 20           | 星期一至五         | 16:45-17:45        | 15                 |
| 星期一至五       | 07:50-22:50 | 25           | 星期一至五         | 17:45-22:05        | 20                 |
| 星期一至五       | 22:50-23:50 | 30           | 星期一至五         | 22:05-23:45        | 25                 |
| 星期六           | 06:00-06:50 | 25           | 星期六             | 06:00-15:10        | 25                 |
| 星期六           | 06:50-07:30 | 20           | 星期六             | 15:10-15:50        | 20                 |
| 星期六           | 07:30-20:50 | 25           | 星期六             | 15:50-18:46        | 16                 |
| 星期六           | 20:50-23:50 | 30           | 星期六             | 18:46-19:40        | 18                 |
|                  |             |              | 星期六             | 19:40-20:00        | 20                 |
| 20:00-23:45      | 25          |              | 星期六             |                    |                    |
| 星期日及公眾假期 | 06:00       | 06:00        | 星期日及公眾假期   | 06:00              | 06:00              |
| 星期日及公眾假期 | 06:30-19:50 | 25           | 星期日及公眾假期   | 06:30-16:05        | 25                 |
| 星期日及公眾假期 | 19:50-23:50 | 30           | 星期日及公眾假期   | 16:05-18:45        | 20                 |
|                  |             |              | 星期日及公眾假期   | 18:45-23:45        | 25                 |

182X
- 中環（港澳碼頭）開：
  - 星期一至五：17:00、17:20、17:40、18:05、18:30、19:05

星期六、日及公眾假期不設服務
- 有紅字班次為九巴派車，其餘班次為城巴派車。

## 收費
182(X)
全程：$20.8
- 過獅子山隧道後往中環（港澳碼頭）／過紅磡海底隧道後往愉翠苑：$12.9（只適用於182線）
- 紅磡海底隧道轉車站往中環（港澳碼頭）：$12.2（只適用於182線）
- 過紅磡海底隧道後往中環（港澳碼頭）：$7.7（只適用於182線）
- 九龍塘站（182）／過獅子山隧道後（182X）往愉翠苑：$8.2
- 大圍站往愉翠苑：$8.0

| - 本線設有12歲以下小童及65歲或以上長者半價優惠。 - 65歲或以上香港居民使用「樂悠咭」，以及12歲以下合資格殘疾兒童使用「殘疾人士身份」個人八達通繳付車資，均可享有每程$2.0或半價（以較低者為準）的票價優惠；12至64歲合資格殘疾人士使用「殘疾人士身份」個人八達通（包括「樂悠咭」），以及60至64歲香港居民使用「樂悠咭」繳付車資，均可享有每程$2.0或全費（以較低者為準）的票價優惠。 - 65歲或以上長者如使用長者或一般個人八達通繳付車資，則只可享有半價優惠；12至64歲合資格殘疾人士如不使用「殘疾人士身份」個人八達通，以及60至64歲人士如不使用「樂悠咭」繳付車資，必須繳付全費。 - 乘客可以現金或八達通於上車時付款，不設找續。 - 每位成人乘客可免費攜帶最多兩名4歲以下而不佔座位的兒童乘客乘車，超額之4歲以下小童必須繳付小童車費乘車。 - 持有「九巴月票」之乘客在車票有效期內，每日可享最多10程任何九龍巴士及龍運巴士路線（包括本路線，合資格車程只適用於九龍巴士／龍運巴士提供的班次；惟乘搭機場「A」及「NA」線則可享原價二七折優惠（不會計算每天10次合資格車程））；而B1線則可每日可享最多2程（不會計算每天10次合資格車程）。 - 九龍巴士、城巴、龍運巴士及陽光巴士全職員工及家屬（不包括外判職員）可免費乘搭本路線（陽光巴士員工及家屬只適用於九龍巴士提供的班次），惟必須拍職員或職員家屬八達通。 - 乘客亦可使用AlipayHK「易乘碼」、支付寶、WeChatHK／微信支付「搭車碼」、銀聯雲閃付「乘車碼」及BOC Pay「乘車碼」、具有感應式支付功能的JCB、卡美國運通、大來國際、Discover Card（只適用於九龍巴士／龍運巴士提供的班次）、VISA、Mastercard及銀聯卡，以及Apple Pay、Google Pay及Samsung Pay流動支付平台繳付車資。九巴班次的乘客使用上述付款方式，將只可享有與其他九巴路線／聯營路線九巴班次之轉乘優惠；城巴班次的乘客使用上述付款方式，將只可享有與其他城巴獨營路線或聯營線城巴班次之轉乘優惠。乘客亦不能享有「公共交通費用補貼計劃」及「長者及合資格殘疾人士公共交通票價優惠計劃」。 |

### 八達通轉乘優惠
乘搭此線往港島方向之乘客於登車後150分鐘內在海底隧道巴士轉乘站轉乘以下路線，第二程成人票價便可減收$3.5，小童／長者票價減收$1.8，乘客必須在150分鐘內轉車。
| 紅隧轉乘優惠計劃路線列表 | 紅隧轉乘優惠計劃路線列表 | 紅隧轉乘優惠計劃路線列表 | 紅隧轉乘優惠計劃路線列表 |
| 巴士公司                 | 轉乘路線                 | 出發地                   | 目的地                   |
| ------------------------ | ------------------------ | ------------------------ | ------------------------ |
| 城巴、九巴               | 101                      | 觀塘（裕民坊）           | 堅尼地城                 |
| 城巴、九巴               | 102                      | 美孚                     | 筲箕灣                   |
| 城巴、九巴               | 102P                     | 美孚                     | 筲箕灣                   |
| 城巴、九巴               | 103                      | 竹園邨                   | 蒲飛路                   |
| 城巴、九巴               | 104                      | 白田                     | 堅尼地城                 |
| 城巴、九巴               | 106                      | 黃大仙                   | 小西灣（藍灣半島）       |
| 城巴、九巴               | 106P                     | 黃大仙                   | 小西灣（藍灣半島）       |
| 城巴                     | 106A                     | 黃大仙                   | 太古（康怡廣場）         |
| 城巴、九巴               | 107                      | 九龍灣                   | 華貴邨                   |
| 城巴、九巴               | 107P                     | 海逸豪園                 | 數碼港                   |
| 九巴                     | 108                      | 九龍灣（啟業）           | 寶馬山                   |
| 城巴、九巴               | 109                      | 何文田                   | 中環（港澳碼頭）         |
| 城巴、九巴               | 110                      | 尖沙咀東（麼地道）       | 筲箕灣                   |
| 城巴、九巴               | 111                      | 坪石                     | 中環（港澳碼頭)          |
| 城巴、九巴               | 111P                     | 彩福                     | 中環（港澳碼頭)          |
| 城巴、九巴               | 112                      | 蘇屋                     | 北角（百福道）           |
| 城巴、九巴               | 113                      | 彩虹                     | 堅尼地城（卑路乍灣）     |
| 城巴、九巴               | 115                      | 九龍城碼頭               | 中環（港澳碼頭）         |
| 城巴、九巴               | 115P                     | 海逸豪園                 | 中環（港澳碼頭）         |
| 城巴、九巴               | 116                      | 慈雲山（中）             | 鰂魚涌（祐民街）         |
| 城巴、九巴               | 117                      | 深水埗（欽州街）         | 跑馬地（下）             |
| 城巴、九巴               | 118                      | 長沙灣（深旺道）         | 小西灣（藍灣半島）       |
| 城巴、九巴               | 118P                     | 長沙灣（深旺道）         | 小西灣（藍灣半島）       |
| 城巴、九巴               | 170                      | 沙田站                   | 華富（中）               |
| 城巴、九巴               | 171                      | 荔枝角                   | 海怡半島                 |
| 城巴、九巴               | 182                      | 愉翠苑                   | 中環（港澳碼頭）         |

## 使用車輛

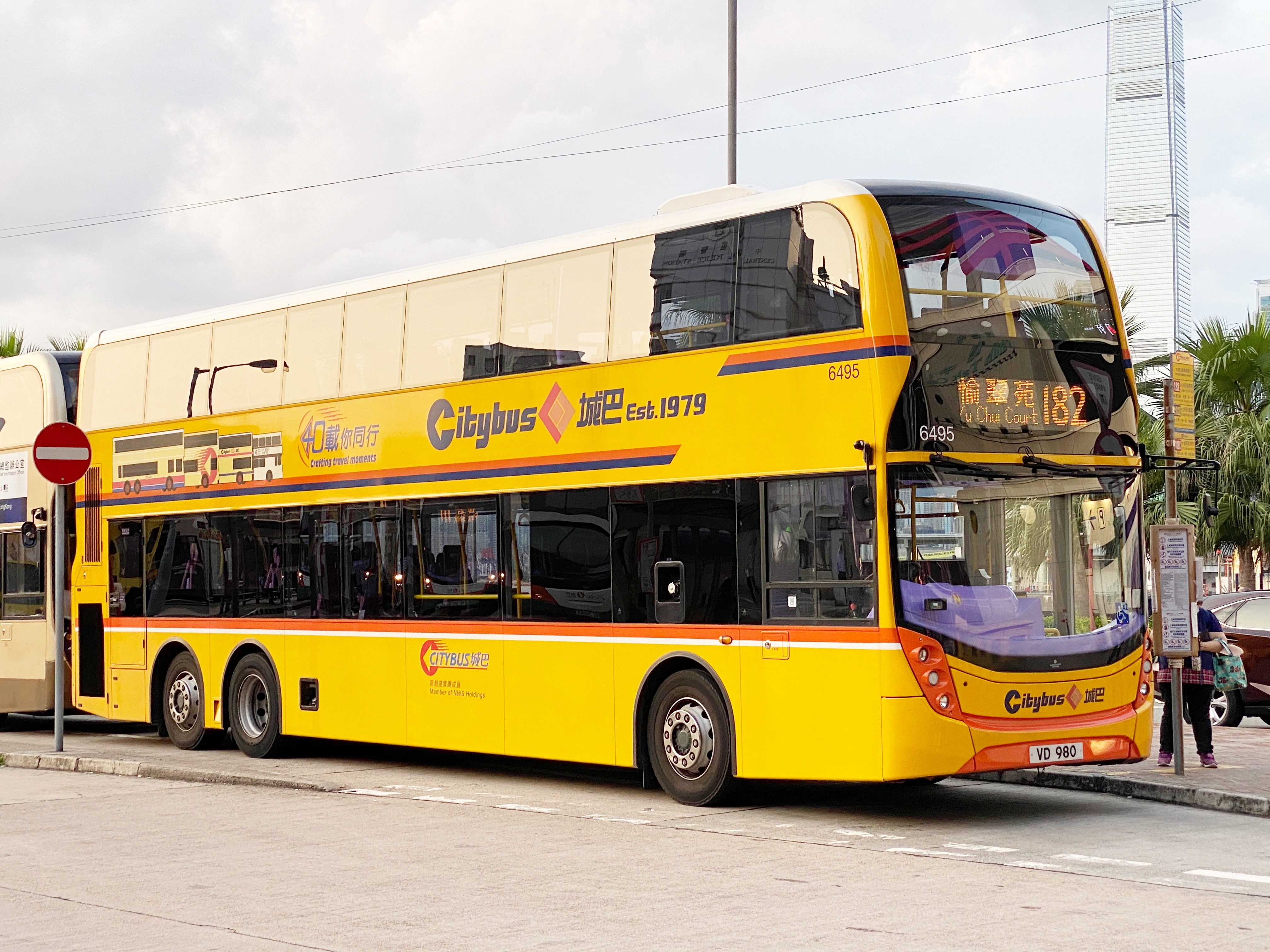
城巴復古巴士行駛182路線

本線當年是為了與城巴的屋邨巴士線競爭的過海路線，因此九巴及中巴都很重視該線：九巴最初已派出11米三軸巴士行走本線；中巴則派出豪華巴士版的「倫敦寶」FC1、改裝為豪華巴士的兩軸版利蘭奧林比安巴士BR1及BR2，甚至派出兩輛極少見的MCW Metrorider行走本線。後來隨著載客量上升，中巴派出三軸巴士行走本線，主要是12米的都城嘉慕威曼都城巴士及11/12米的丹尼士禿鷹行走。這個安排一直至1995年9月1日城巴接手中巴經營本線後，九巴及城巴於當天改以全空調巴士服務本線，但九巴主要派出11米巨龍及奧林比安行走；城巴則以12米巨龍行走。
本路線是沙田區（馬鞍山除外）唯一全日直達中環的過海隧道巴士路線，因此九巴及城巴不斷派出新型的空調巴士行走。九巴方面，廿一世紀初主力為丹尼士三叉戟三型 12米（ATR），2004年起九巴派出亞歷山大丹尼士Enviro 500（ATE）低地台巴士行走；2010年9月7日起，本路線更引入三部歐盟五型引擎Wright Eclipse Gemini 2車身歐盟五型引擎12米富豪B9TL低地台雙層空調巴士（AVBWU18／PJ5774、AVBWU19／PJ5797、AVBWU23／PJ6380）取代1部「超直」巴士及2部丹尼士三叉戟三型（不過翌日AVBWU19／PJ5797卻調離本路線），同款巴士亦陸續引入本路線，2012年1月5日全線改用該車款，2016年部份巴士更換成高載版亞歷山大丹尼士Enviro 500 MMC 12米（ATENU）。
九巴於2016年向富豪訂購的220輛富豪B9TL 12米，其中70輛採用全新的塗裝及車廂規格，以「城市脈搏 Heartbeat of the City」作主題，其中車身改以紅色為主調，配以銀色線條點綴，九巴標誌置於車身兩旁，車廂配色與龍運巴士豪華版亞歷山大丹尼士Enviro 500 MMC相近，以商務啡色為主，並採用仿木地板，座椅色彩改用咖啡色配奶白色（九巴分別稱商務啡色及杏色），關愛座則採用粉紅色配奶白色，取代沿用的粉紅色巴士仔家族圖案，並設有12個USB充電插座，分佈上下層車尾座位。繼1A、960、978、307、680、88線後，本路線於2017年7月25日引入一輛同款巴士（AVBWU592／UX7725）成為掛牌車，同年8月至12月期間再引入7部同款巴士（AVBWU591、619、644、651、652、655、725）作掛牌。同年9月11日，本路線獲批准引入12.8米巴士行走，九巴隨即由73X線調入一輛亞歷山大丹尼士Enviro 500 MMC 12.8米（3ATENU136／UF7291，現已改為3ATENU61／UD6264）作掛牌車，以增加運載力，成為首條採用12.8米「巨無霸巴士」作掛牌車的獅子山隧道及紅磡海底隧道過海路線，進一步提升本路線的服務水平，惟該車於2018年7月8日調往681線。
九巴現時使用14輛富豪B9TL 12米（AVBWU）及2輛富豪B8L 12米（V6B）低地台雙層空調巴士，均屬沙田車廠。
| 車隊編號 | 車牌   |
| -------- | ------ |
| AVBWU454 | UL7937 |
| AVBWU591 | UX7377 |
| AVBWU619 | UY5762 |
| AVBWU636 | UZ5812 |
| AVBWU651 | VA3761 |
| AVBWU652 | VA3982 |
| AVBWU655 | VA3854 |
| AVBWU675 | VC3110 |
| AVBWU693 | VC6370 |
| AVBWU701 | VD1019 |
| AVBWU725 | VE 105 |
| AVBWU764 | VG7781 |
| AVBWU765 | VG8144 |
| AVBWU766 | VG8438 |
| V6B81    | WF9483 |
| V6B168   | XE 956 |

城巴方面，由於車隊數目遠不及九巴，因此變動都不大，主要都是富豪奧林比安12米空調巴士、丹尼士巨龍12米、丹尼士三叉戟三型12米及配置歐盟四型／五型廢氣排放標準引擎的Enviro500低地台雙層空調巴士（8110-8202、8208及以後）行走。隨著富豪奧林比安十二米空調巴士已達垂暮之年行將退役，及因應中環低排放區於2015年12月31日起實施，現時主力車隊已改為後者。繼九巴於2017年9月在本路線引入12.8米巴士後，城巴亦於2018年1月引入亞歷山大丹尼士Enviro 500 MMC 12.8米（63XX-64XX）作本路線常用車，以增加運載力。
城巴主要使用亞歷山大丹尼士Enviro 500 12米低地台雙層巴士（8100-8319）、亞歷山大丹尼士Enviro 500 MMC 12米（8320-8360、8391-8490、8537-8546）行走。

## 行車路線
182(X)
愉翠苑開經：牛皮沙街、插桅杆街、銀城街、小瀝源路、大涌橋路、沙田圍路、沙角街、大涌橋路、車公廟路、紅梅谷路、獅子山隧道公路、獅子山隧道、窩打老道、公主道、康莊道、紅磡海底隧道、告士打道、內告士打道、分域街、軒尼詩道、金鐘道、德輔道中、禧利街、干諾道中及港澳碼頭通道。
中環（港澳碼頭）開經：港澳碼頭通道、干諾道中、林士街、德輔道中、金鐘道、軒尼詩道、菲林明道、灣仔道、摩理臣山道、禮頓道、堅拿道西、堅拿道天橋、紅磡海底隧道、康莊道、公主道、窩打老道、獅子山隧道、獅子山隧道公路、紅梅谷路、車公廟路、大涌橋路、沙角街、乙明邨、沙角街、 沙田圍路、大涌橋路、小瀝源路、銀城街、插桅杆街、牛皮沙街及翠欣街。
182X依182原有路線至沙角街後，經逸泰街、水泉坳街、博泉街、多石街、水泉澳公共運輸交匯處、多石街及沙田圍路，然後返回牛皮沙街182原有路線。

### 沿線車站

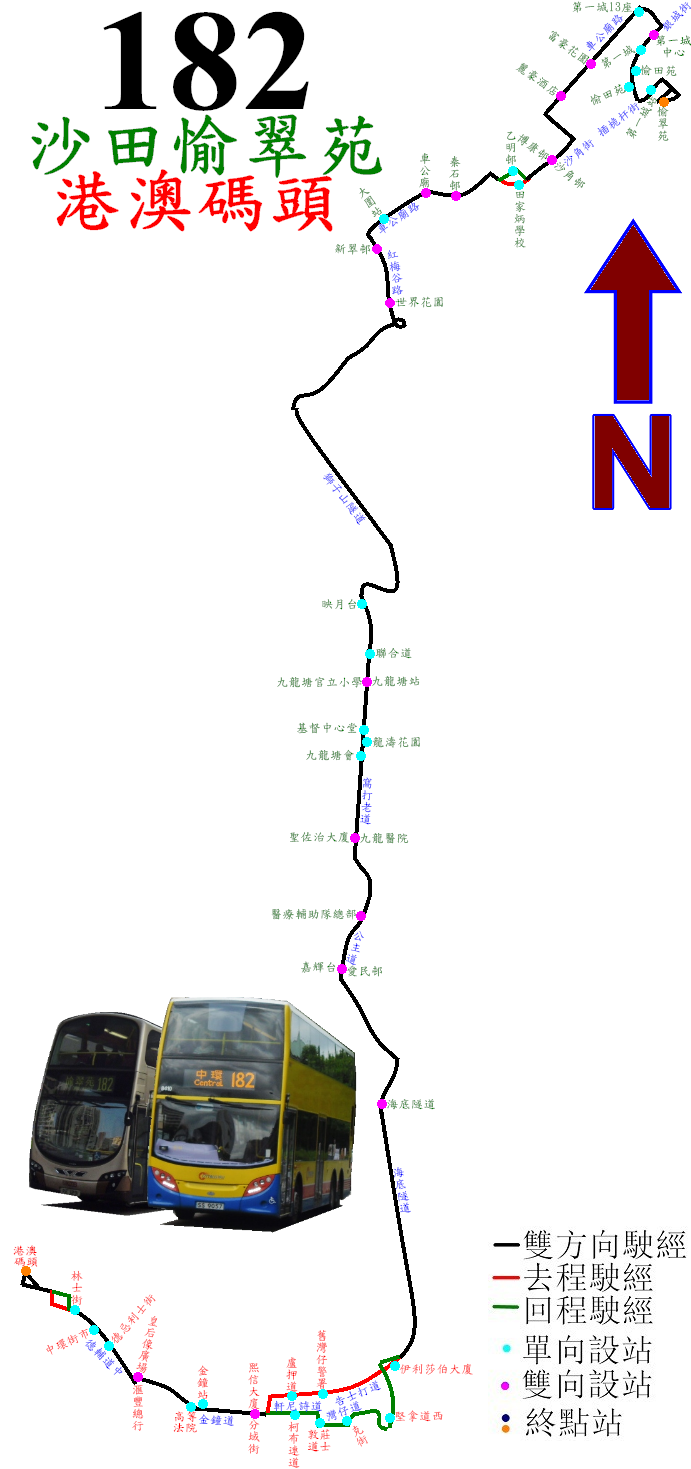
此線的走線圖

182(X)
| 愉翠苑開 | 愉翠苑開                          | 愉翠苑開                 | 中環（港澳碼頭）開 | 中環（港澳碼頭）開          | 中環（港澳碼頭）開       |
| 序號     | 車站名稱                          | 位置                     | 序號               | 車站名稱                    | 位置                     |
| -------- | --------------------------------- | ------------------------ | ------------------ | --------------------------- | ------------------------ |
| 1        | 愉翠苑巴士總站                    | 愉翠苑公共運輸交匯處     | 1                  | 中環（港澳碼頭）            | 中環（港澳碼頭）巴士總站 |
| 2        | 愉田苑                            | 銀城街                   | 2                  | 林士街                      | 德輔道中                 |
| 3        | 沙田第一城 （沙田第一城巴士總站） | 銀城街                   | 3                  | 德忌利士街                  | 德輔道中                 |
| 4        | 置富第一城 （沙田第一城11座）     | 銀城街                   | 4                  | 皇后像廣場                  | 德輔道中                 |
| 5        | 沙田第一城 （沙田第一城13座）     | 大涌橋路                 | 5                  | 金鐘站－統一中心            | 金鐘道                   |
| 6        | 富豪花園                          | 大涌橋路                 | 6                  | 軍器廠街                    | 軒尼詩道                 |
| 7        | 麗豪酒店                          | 大涌橋路                 | 7                  | 柯布連道                    | 軒尼詩道                 |
| 8        | 博康邨                            | 沙角街                   | 8                  | 莊士敦道 (大有廣場)         | 菲林明道                 |
| 9        | 救世軍田家炳學校                  | 沙角街                   | 9                  | 克街                        | 灣仔道                   |
| 10       | 秦石邨                            | 車公廟路                 | 10                 | 堅拿道西                    | 堅拿道西                 |
| 11       | 車公廟                            | 車公廟路                 | 11*                | 紅磡海底隧道轉車站（C3）    | 康莊道                   |
| 12       | 大圍轉車站－新翠邨（B3）          | 紅梅谷路                 | 12*                | 嘉輝台                      | 公主道                   |
| 13       | 世界花園                          | 紅梅谷路                 | 13*                | 醫療輔助隊總部              | 公主道                   |
| 14       | 聯合道                            | 窩打老道                 | 14*                | 聖佐治大廈                  | 窩打老道                 |
| 15       | 九龍塘站                          | 窩打老道                 | 15*                | 九龍塘會                    | 窩打老道                 |
| 16       | 龍濤花園                          | 窩打老道                 | 16*                | 基督中心堂                  | 窩打老道                 |
| 17       | 九龍醫院                          | 窩打老道                 | 17*                | 九龍塘站 （九龍塘官立小學） | 窩打老道                 |
| 18       | 醫療輔助隊總部                    | 公主道                   | 18*                | 映月台                      | 窩打老道                 |
| 19       | 愛民邨                            | 公主道                   | 19                 | 世界花園                    | 紅梅谷路                 |
| 20       | 紅磡海底隧道轉車站（A1）          | 康莊道                   | 20                 | 大圍轉車站－新翠邨（C2）    | 紅梅谷路                 |
| 21       | 伊利莎伯大廈                      | 告士打道                 | 21                 | 大圍轉車站－大圍站（F1）    | 車公廟路                 |
| 22       | 舊灣仔警署                        | 告士打道                 | 22                 | 車公廟                      | 車公廟路                 |
| 23       | 六國酒店                          | 告士打道                 | 23                 | 秦石邨                      | 車公廟路                 |
| 24       | 循道衛理大廈                      | 軒尼詩道                 | 24                 | 乙明邨街 （乙明邨）         | 乙明邨街                 |
| 25       | 金鐘站－高等法院                  | 金鐘道                   | 25*                | 沙角邨                      | 沙角街                   |
| 26       | 滙豐總行大廈                      | 德輔道中                 | 26*                | 麗豪酒店                    | 大涌橋路                 |
| 27       | 中環街市                          | 德輔道中                 | 27*                | 富豪花園                    | 大涌橋路                 |
| 28       | 中環（港澳碼頭）                  | 中環（港澳碼頭）巴士總站 | 28*                | 置富第一城                  | 銀城街                   |
|          |                                   |                          | 29*                | 愉田苑                      | 銀城街                   |
| #        | 博康邨                            | 博康巴士總站             |                    |                             |                          |
| #        | 水泉澳邨城泉樓                    | 博泉街                   |                    |                             |                          |
| #        | 水泉澳邨                          | 水泉澳公共運輸交匯處     |                    |                             |                          |
| #        | 多石街                            |                          |                    |                             |                          |
| 30*      | 第一城站                          | 插桅杆街                 |                    |                             |                          |
| 31       | 愉翠苑巴士總站                    | 愉翠苑公共運輸交匯處     |                    |                             |                          |

註：
1. 182X不停有*號之車站。
2. 有#號之車站只限182X線停靠。

## 客量
182線取道沿途有不少塞車黑點的一號幹線，車程較港鐵為慢。其上午繁忙時間輔助路線982X取道青沙公路及西區海底隧道直達中上環，避開本線擠塞路段；而下午的182X線在九龍區不設分站，也較本線快捷；來往沙田第一城的居民，也可選乘較昂貴但快捷的居民巴士NR88線。982X線於2018年11月增設下午繁忙時間往愉翠苑的回程服務，令此路線在中環及上環的客源亦被該線搶去。東鐵綫於2022年5月15日延伸至香港島的會展站及金鐘站，沙田區的居民可改乘鐵路往來，導致客量進一步下挫。
182X線較主線182快捷，因此大多數班次均頂閘。據運輸署透露，此路線載客率約為90%。
。